# Ypthima zodia
Ypthima zodia är en fjärilsart som beskrevs av Butler 1871. Ypthima zodia ingår i släktet Ypthima och familjen praktfjärilar. Inga underarter finns listade i Catalogue of Life.